# Oratorianerkragen
|  | Dieser Artikel wurde aufgrund von akuten inhaltlichen oder formalen Mängeln auf der Qualitätssicherungsseite des Portals Christentum eingetragen. Bitte hilf mit, die Mängel dieses Artikels zu beseitigen, und beteilige dich bitte an der Diskussion. |

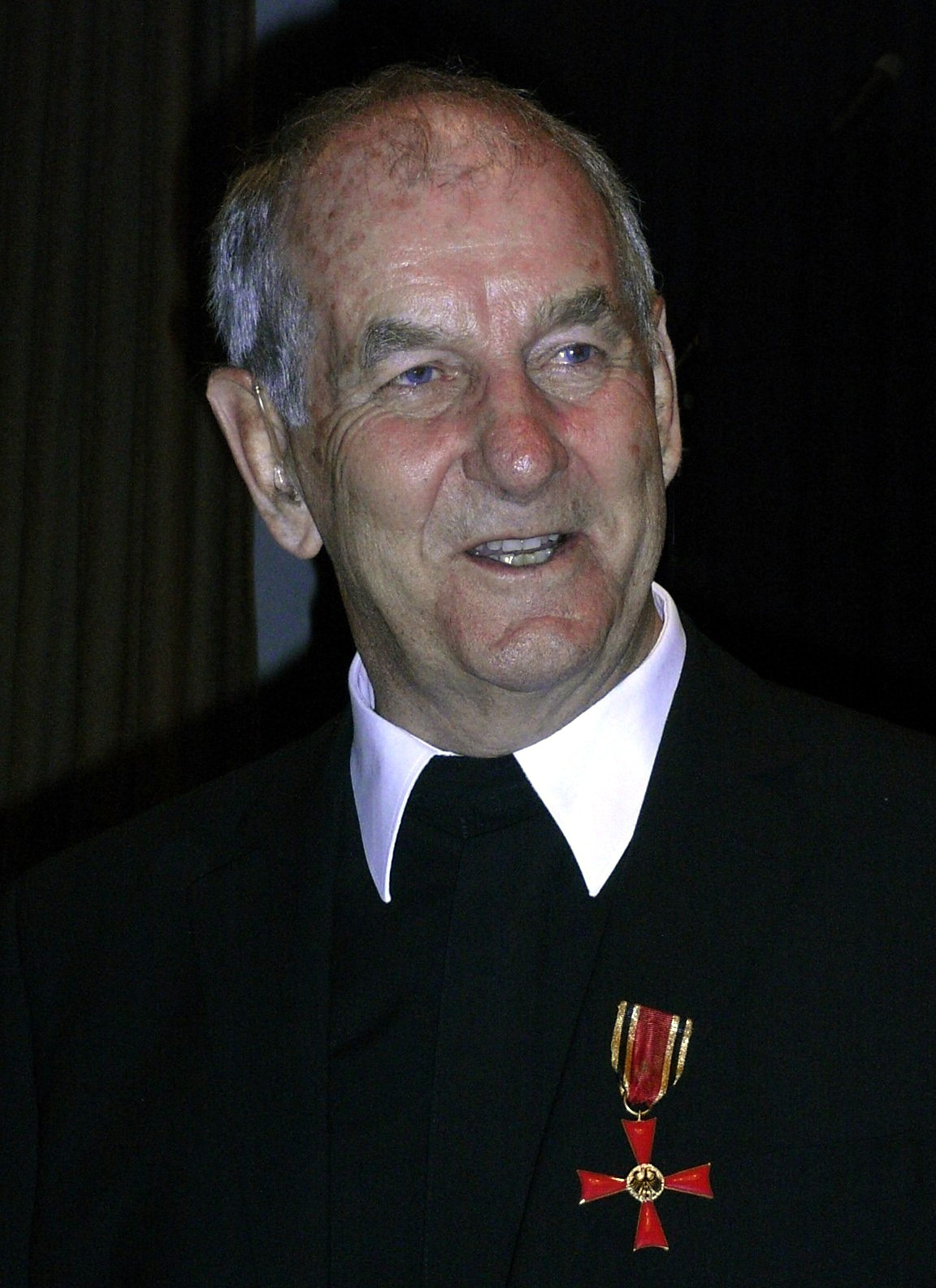
Der Priester Bernhard Eichkorn mit Oratorianerkragen

Der Oratorianerkragen ist ein weißer gespaltener, spitzer Hemdkragen, der über eine schwarze knopflose Weste ragt. Seinen Namen hat er von der Priestergemeinschaft der Oratorianer, wo er zuerst aufkam und typisch wurde. In Deutschland findet sich daneben gelegentlich die Bezeichnung Guardinikragen, zurückgehend auf den Theologen Romano Guardini.
Der Oratorianerkragen kann auf Beschluss der Deutschen Bischofskonferenz in Auslegung des c. 284 CIC anstelle des Kollars von römisch-katholischen Priestern als Alltagskleidung getragen werden.